# Rentadors de Can Pòlit
Els rentadors de Can Pòlit són una obra de Ripoll protegida com a Bé Cultural d'Interès Local.

## Descripció
Els rentadors de can Pòlit, situats sobre el mur del canal de can Guetes, tenen forma corba i estan integrats per un espai a l'aire lliure, el més llarg i quatre de coberts. La llargada total és d'uns 24 m, el rentador exterior fa 7,35m. L'amplada és d'uns 2m. Quatre pilars de formigó sustenten l'espai cobert dels quatre rentadors. Aquests coberts descansen sobre unes parets de totxo arrebossades, que es recolzen en unes bases de ciment i morter.